# Duripelta pallida
Duripelta pallida är en spindelart som först beskrevs av Forster 1956.  Duripelta pallida ingår i släktet Duripelta och familjen Orsolobidae. Inga underarter finns listade i Catalogue of Life.